# Coronel Marcelino Maridueña
Coronel Marcelino Maridueña – miasto w Ekwadorze, w prowincji Guayas, stolica kantonu Coronel Marcelino Maridueña. Miasto zostało założone w 1992 roku.